# Annulatubus
Annulatubus é um gênero da biota Ediacarana encontrado no noroeste do Canadá e no norte da Sibéria. Ele foi encontrado em águas rasas e profundas com não mais de 560 Milhões de Anos, colocando-o dentro do mais jovem Ediacarano.

## Descrição
Annulatubus, que significa tubo anelado, possui uma estrutura semelhante a um tubo longo com cristas uniformemente espaçadas. Com comprimentos entre 178 mm e 250 mm e larguras entre 15 mm e 50 mm, é significativamente maior do que a maioria dos outros fósseis tubulares do Ediacarano. É descrito como tendo uma estrutura de tubo anelado semelhante ao Sekwitubulus, mas difere em tamanho e a forma da crista. Não se sabe se Annulatubus possuía uma fortaleza como outros organismos Ediacaranos semelhantes.

## Descoberta
Annulatubus foi encontrado nos leitos de arenito da Formação Blueflower no noroeste do Canadá e dentro dos lamitos da Formação Khatyspyt no norte da Sibéria.